# Kalymnos

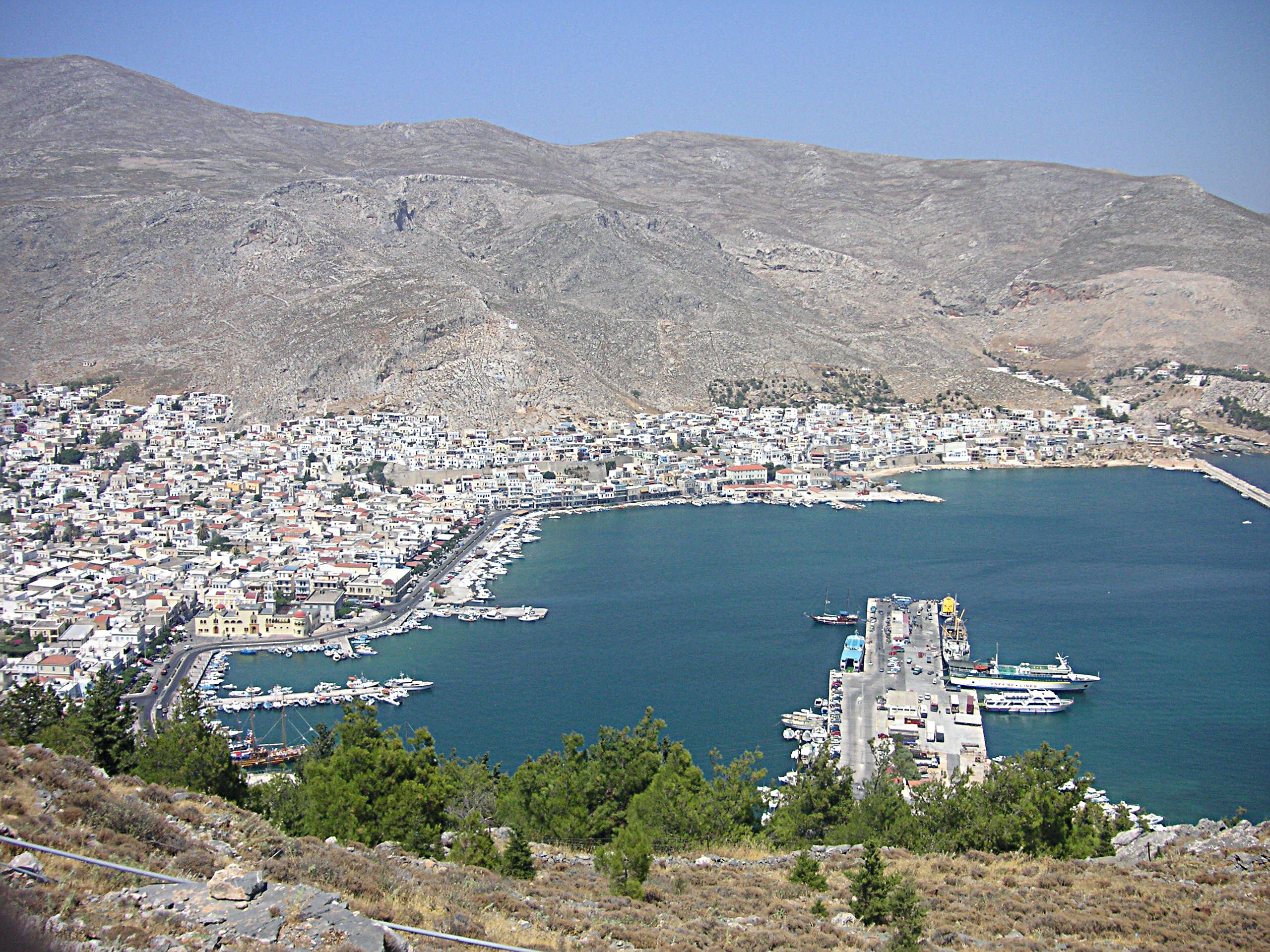
Pothia

Kalymnos eller Κάλυμνος är en grekisk ö som tillhör ögruppen Dodekaneserna i sydöstra Egeiska havet, strax väster om det turkiska fastlandet i höjd med staden Bodrum (antikens Halikarnassos). 
Kalymnos har en yta på ca 135 km² (inklusive öar som Pserimos och Telendos; huvudön är 111 km² stor) och det bor ca 16 000 invånare på ön. Hamnstaden Pothia är öns huvudort. I Myrties och Massouri finns bra badstränder, men ön domineras inte av turism. Ön är bergig, har flera intressanta grottor och har på senare år blivit ett populärt mål för klättring. Det finns numera en flygplats som trafikeras av reguljärflyg. Färjeförbindelserna med Kos, Rhodos, Leros och Pireus är goda.

## Historia
Ön var bebodd redan under stenåldern. Homeros nämner de kalydniska öarna i Iliaden (2.677). Herodotos berättar att dorer bosatte sig på ön, som med tiden kom att förenas med Kos och sedan intas av romarna. Ovidius nämner "fecunda melle Calymne" i sina Metamorphoses (8.222), och fortfarande idag är ön känd för sin honung som har tydlig smak av timjan.
På 1200-talet ockuperades ön av Republiken Venedig och år 1310 av Johanniterorden. Under 1400-talet drabbades ön av jordskalv och många piratattacker.
Kalymnos ingick i osmanska riket från 1500-talet till år 1912. Från år 1912 till 1943 styrdes ön av italienarna och sedan ockuperades den under två år av tyskarna, och till slut, enligt Parisfreden (1947), överlämnades den till Grekland. Många kalymnioter har utvandrat under årens lopp, främst till Tarpon Springs i Florida och till Darwin, Australien. Även i Sverige finns det flera familjer från ön som har bott här sedan före 1900.

## Näringar och kultur
Ön har länge varit känd för sina dykare och äkta tvättsvamp. Sedan 1980-talet har fiskeflottan kommit att ägna sig mer åt bland annat svärdfisk. Fastän ön är bergig, finns det jordbruk och lokal produktion av yoghurt och ost. Ett nytt arkeologiskt museum invigdes 2009 och inrymmer viktiga skulpturfynd som gjorts sedan mitten av 1990-talet. 
Det finns många kyrkor på ön och flera aktiva ortodoxa kloster. I kyrkligt hänseende lyder ön under den ekumeniska patriarken i Konstantinopel.